# Birk-kódex

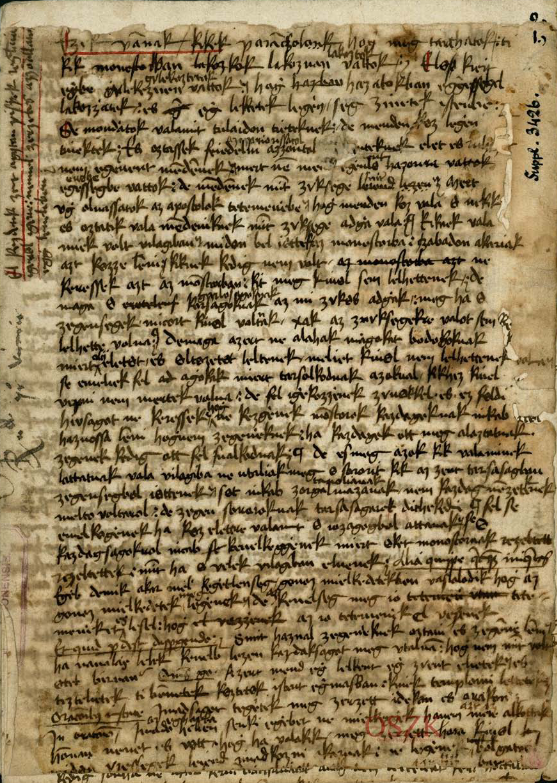
A Birk-kódex első levele

A Birk-kódex 4 levélből álló töredékes kézirat.
Az 1474-ből származó kódex tartalmazza a legrégebbi magyar nyelvű szerzetesi szabályzatot, mégpedig a Margit-szigeti domonkos-rendi apácák számára). A fordító Váczi Pál domonkos szerzetes, könyvmásoló és könyvfestő. A kézirat két részből áll:
1. Szent Ágoston regulái
2. A domonkosrendi apácák szabályzata

A kódexet a bécsi császári udvari könyvtárban őrizték; nevét a könyvtár igazgatójáról és a kódex megtalálójáról, Birk Ernőről kapta. Volf György 1908-ban adta ki a Nyelvemléktár XV. kötetében.